# Galagosek zatokowy
Galagosek zatokowy, galago Allena (Sciurocheirus alleni) – gatunek ssaka naczelnego z rodziny galagowatych (Galagidae) występujący w lasach deszczowych centralno-zachodniej Afryki.

## Taksonomia
Gatunek po raz pierwszy zgodnie z zasadami nazewnictwa binominalnego opisał w 1838 roku brytyjski przyrodnik George Robert Waterhouse, nadając mu nazwę Galago alleni. Miejsce typowe to „Fernando Po” (tj. Bioko), Gwinea Równikowa. Holotyp to dorosły osobnik o nieznanej płci (sygnatura BMNH 1855.12.24.48) ze zbiorów Muzeum Historii Naturalnej w Londynie; okaz zebrany przez Williama Allena. Podgatunek cameronensis opisał formalnie w 1876 roku niemiecki zoolog Wilhelm Peters, nadając mu nazwę Otolicnus alleni var. cameronensis. Miejsce typowe to Duala, Kamerun. Okaz typowy pochodził z kolekcji niemieckiego zoologa Reinholda Buchholza.
Niektórzy autorzy umieścili Sciurocheirus jako podrodzaj w obrębie Galago, ale dane molekularne i morfologiczne potwierdzają ich status jako odrębnych rodzajów. Genetycznie Sciurocheirus jest taksonem siostrzanym w stosunku do Otolemur. Wcześniej rozpoznano trzy podgatunki, ale takson gabonensis został podniesiony do rangi pełnego gatunku. Podgatunek cameronensis jest przez niektóre ujęcia taksonomiczne traktowany jak odrębny gatunek, dlatego zachodzi potrzeba dalszych badań na ustaleniem statusu tego taksonu.
Autorzy Illustrated Checklist of the Mammals of the World rozpoznają dwa podgatunki.

### Etymologia
- Sciurocheirus: rodzaj Sciurus Linnaeus, 1758 (wiewiórka); gr. χειρ kheir, χειρος kheiros „ręka”[11].
- alleni: kadm. William Allen (1793–1864), oficer Royal Navy, brał udział w wyprawach do Nigru w latach 1832 oraz 1841–1842[12].
- cameronensis: Kamerun[13].

## Zasięg występowania
Galagosek zatokowy występuje w zależności od podgatunku:
- S. alleni alleni – Bioko, Gwinea Równikowa.
- S. alleni cameronensis – galagosek kameruński[4] – zalesione regiony między rzekami Niger i Sanaga w południowo-wschodniej Nigerii i północno-zachodnim Kamerunie; być może Wybrzeże Kości Słoniowej.

## Morfologia
Długość ciała (bez ogona) 20–28 cm, długość ogona 23–30 cm; masa ciała 300–410 g dla podgatunku alleni; długość ciała (bez ogona) 17–19 cm, długość ogona 22–28 cm; masa ciała 200–350 g dla podgatunku cameronensis. Szare lub brązowe futro, na łapach rdzawe. Brzuch jasny. Długi, owłosiony ogon. Oczy bardzo duże, otoczone ciemnymi obwódkami. Uszy nagie.

## Tryb życia
Nocny tryb życia, dnie spędzają w zbudowanych przez siebie gniazdach. Samce prowadzą samotny tryb życia, samice często łączą się w grupy, by wychowywać razem młode. Terytorialne, swój teren oznaczają moczem. Opryskują nim stopy, by później chodząc przenosić zapach. Terytorium samic mierzy 8–16 hektarów, samców 30–50 hektarów. Zwierzęta porozumiewają się ze sobą za pomocą głosu i zapachu, używają także języka gestów. Żywią się głównie opadłymi owocami, ale jedzą także owady, jajka i niewielkie ssaki.

### Rozmnażanie
Galago Allena rozmnażają się przez cały rok, samica może mieć jeden miot rocznie. Po trwającej średnio 133 dni ciąży samica rodzi jedno młode, które następnie karmi mlekiem przez 6 tygodni. Małe mieszka w zbudowanym przez matkę gnieździe. Nocą, gdy samica rusza na poszukiwanie pożywienia, zabiera młode ze sobą, niosąc je w pysku. Samice czasami łączą się w grupy wspólnie opiekujące się potomstwem. Młode osiągają dojrzałość płciową w wieku 8–10 miesięcy. Dzikie galago Allena żyją 8 lat, w niewoli mogą dożyć 12 lat.

## Status zagrożenia
W Czerwonej księdze gatunków zagrożonych Międzynarodowej Unii Ochrony Przyrody i Jej Zasobów galagosek zatokowy został zaliczony do kategorii NT (ang. near threatened ‘bliski zagrożenia’). Głównym zagrożeniem dla gatunku jest niszczenie środowiska naturalnego, a zwłaszcza wycinka lasów deszczowych.